# آب‌انبار حاج بیدختی
آب‌انبارحاج بیدختی مربوط به اوایل دوره پهلوی است و در بیدخت، مرکز شهر، خیابان صالح آباد واقع شده و این اثر در تاریخ ۲۴ تیر ۱۳۸۲ با شمارهٔ ثبت ۹۲۵۶ به‌عنوان یکی از آثار ملی ایران به ثبت رسیده است.